# Terminator Genisys (soundtrack)
Terminator Genisys is de originele soundtrack van de film met dezelfde naam en werd als muziekdownload uitgebracht op 24 juni 2015 door Skydance Productions LLC en Paramount Pictures.
De originele filmmuziek werd gecomponeerd door Lorne Balfe en bij het nummer "Terminated" (aftiteling) is voor een groot gedeelte "The Terminator Theme" verwerkt die gecomponeerd is door Brad Fiedel. Andrew Kawczynski heeft aan een enkel muziekstuk meegeschreven. Mel Wesson was verantwoordelijk voor de Ambient Music Design. Het album werd geproduceerd door Hans Zimmer. De filmmuziek werd voornamelijk uitgevoerd door een orkest in combinatie met elektronische muziek. De muziek werd door Òscar Senén georkestreerd en Peter Gregson was de solist op de elektronische cello. Muzieknummers die niet op het album staan maar wel in de film zijn gebruikt: "I Wanna Be Sedated" van de Ramones, "Love Runs Out" van OneRepublic, "Bad Boys (theme From Cops)" van Inner Circle en "Fighting Shadows" van Jane Zhang (featuring Big Sean). Het laatst genoemde nummer is wel als single uitgebracht op 30 juni 2015 als muziekdownload.

## Nummers
| Nr. | Titel                  | Duur |
| --- | ---------------------- | ---- |
| 1   | Fate And Hop           | 3:57 |
| 2   | Better Days            | 3:05 |
| 3   | Work Camp              | 3:37 |
| 4   | Bus Ride               | 2:03 |
| 5   | Sarah & Kyle           | 4:36 |
| 6   | Ally Confrontation     | 2:33 |
| 7   | Sarah Kicks Ass        | 1:53 |
| 8   | Cyberdyne              | 3:41 |
| 9   | Still After Us         | 2:52 |
| 10  | Come With Me           | 3:42 |
| 11  | John Connor            | 2:56 |
| 12  | It's Really Me         | 2:36 |
| 13  | Alcove                 | 2:17 |
| 14  | I Am More              | 2:40 |
| 15  | If You Love Me You Die | 5:52 |
| 16  | Juggement Day          | 2:56 |
| 17  | Family                 | 3:14 |
| 18  | Fight                  | 3:01 |
| 19  | Sacrifice              | 4:21 |
| 20  | Guardianship           | 3:26 |
| 21  | What If I Can't?       | 4:23 |
| 22  | Terminated             | 2:00 |